# 高梁镇 (内江市)
高梁镇，是中华人民共和国四川省内江市东兴区下辖的一个乡镇级行政单位。2019年12月，撤销大治乡，将其所属行政区域划归高梁镇管辖。

## 行政区划
高梁镇下辖以下地区：
平安社区、四甲村、龙凤村、余家河村、柏子山村、鸳鸯桥村、新牌坊村、金龙村、邓河村村、三块碑村、清溪村、双石村、八仙桥村、慈花村、红祠村、杨岭村、方家沟村和蒋家坪村。